# Печерна саламандра імператорська
Печерна саламандра імператорська (Speleomantes imperialis) — вид хвостатих земноводних родини безлегеневих саламандр (Plethodontidae).

## Опис
Тіло завдовжки 12-15 см, червонувато-коричневого забарвлення з жовтими плямами. Черево світле. Пальці на лапах короткі, з перетинками. Морда округла і тупа.

## Поширення
Ендемік Сардинії. Поширений на сході острова у провінціях Нуоро і частково в провінції Орістано. Мешкає у карстових та земляних печерах, помірних лісах та скелястих районах.

## Спосіб життя
Саламандра трапляється у вологих тінистих місцях, у тріщинах скель, між камінням, під лежачими деревами. Плаває погано. Дихає через шкіру. Живиться дрібними комахами та павуками. Спаровування відбувається на суші. Під час шлюбного танцю самець відкладає сперматофор на землю, самиця захоплює його і запліднення відбувається в її клоаці. Згодом самиця відкладає 5-15 яєць у нірку і охороняє їх там. Інкубація 6-11 місяців.